# Pólipos endometriales

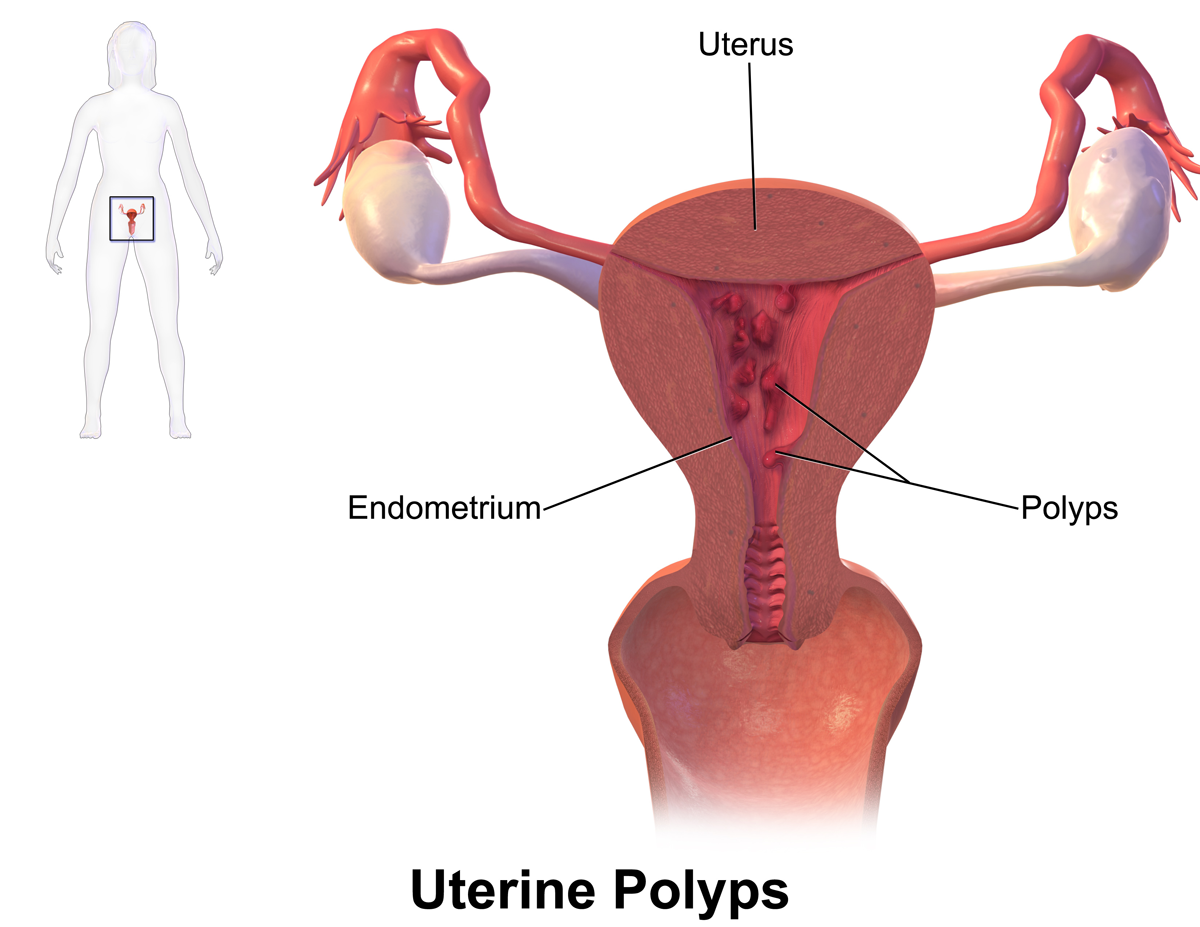
Una imagen de pólipos endometriales

Los pólipos endometriales son proliferaciones hiperplásicas localizadas de las glándulas endometriales y estroma que rodea un centro vascular que forma proyecciones sésiles o pedunculadas a partir de la superficie del endometrio. El síntoma predominante es el sangrado genital, en el 68% de los casos.
La prevalencia de esta patología se encuentra por encima del 7,8 %.

## Anatomía
El útero consiste en una capa interna de mucosa llamada endometrio, que rodea la cavidad endometrial, está formado por un epitelio de células cilíndricas y estroma especializado. La región superficial sufre cambios periódicos con el ciclo menstrual. La estimulación estrogénica sostenida puede ocasionar cambios hiperplásicos o carcinoma.

## Etiología
- Desbalance de niveles estrógenos/progesterona: hormonas reguladoras de proliferación y apoptosis en el endometrio, pareciera ser que ambas contribuyen en la elongación de arterias espirales, estroma y glándulas endometriales dando la apariencia polipoídea a estos crecimientos.
- Mutaciones genéticas: genes HMGIC y HMGIY, determinan una sobreexpresión de la aromatasa endometrial lo que ocasiona una mayor producción de estrógenos locales con la subsecuente sobre estimulación de la proliferación.
- Origen monoclonal: constituyen a proliferaciones monoclonales benignas del mesénquima.
- Sobreexpresión de proteína P63: proteína marcadora y reguladora de las células de reserva de la capa basal del endometrio, su expresión estaría aumentada en portadoras de pólipos endometriales.[3]

## Fisiopatología
Se ha descrito que en su crecimiento intervienen los estrógenos y la progesterona, y se detectan niveles más altos de receptores en el interior de los pólipos que en el endometrio normal circundante. Estas dos hormonas elongan las glándulas endometriales, el tejido del estroma y las arterias espirales, y con ello surge la característica imagen polipoide.

## Presentación clínica
La mayoríá son asintomáticos, sin embargo el síntoma predominante es el sangrado genital, ya sea en la forma de metrorragia postmenopaúsica, menorragia, sangrado intermenstrual y/o post coital.

## Factores de riesgo
- Hipertensión arterial: altera los mecanismos apoptóticos celulares, favoreciendo el crecimiento celular.
- Diabetes mellitus tipo 2: favorece el crecimiento y alteraciones celulares, mediados por aumento de IGF-1 en estados de hiperinsulinemia.
- Obesidad: determina hiperestrogenismo, estimula los receptores endometriales y favorece el crecimiento celular.
- Edad: existe un aumento importante después de los 40 años, con mayor prevalencia entre los 45 a 50 años.
- Tamoxifeno: los pólipos endometriales representan la patología endometrial más común en pacientes postmenopaúsicas en tratamiento con tamoxifeno.[3]

## Diagnóstico
- La histeroscopia diagnóstica constituye el método más sencillo para el diagnóstico, evaluación y tratamiento de los pólipos endometriales, su práctica permite confirmar la naturaleza y localización de la lesión, evaluar detalladamente el endometrio, establecer un diagnóstico anatomopatológico con tomas de biopsia del pólipo y del endometrio, presenta una sensibilidad y especificidad entre 95-100%.[4]
- La sonohisterografía es un procedimiento ultrasonográfico simple para la evaluación de las alteraciones endometriales y subendometriales, particularmente en pacientes con problemas de fertilidad, sangrado uterino pre y postmenopaúsico y alteraciones en la interfase del endometrio en el examen ultrasonográfico previo.[5]

- La ecografía transvaginal con doppler color, ha sido utilizada en múltiples estudios para el diagnóstico de los pólipos endometriales basándose en la presencia de un pedículo vascular, y para valorar la vascularización de los pólipos e intentar definir criterios de vascularización patológicos.[4]
- El frotis de papanicolaou no es un medio eficaz para identificar pólipos, sin embargo en ocasiones los identifica de manera fortuita.[2]

## Diagnóstico diferencial
Para determinar el diagnóstico diferencial es necesario el interrogatorio cuidadoso, ya que es frecuente la confusión de sangrados transvaginales con los de origen uretral y rectal.
Los principales diagnósticos diferenciales son:
1. Hiperplasia endometrial
2. Carcinoma endometrial polipoideo
3. Adenofibroma
4. Adenosarcoma
5. Adenomioma polipoideo atípico

## Tratamiento
Conservador no quirúrgico: Considerando el carácter predominante benigno de un pólipo y conociendo los factores relacionados con malignidad, el tratamiento expectante sin intervención es propuesto como opción terapéutica en aquellos pólipos asintomáticos y menores a 10mm, dado su alto rango de resolución espontáneo a 12 meses de seguimiento.
Otras terapias médicas: Los análogos GnRH causan menopausia artificial, no cuentan con suficiente evidencia para ser recomendado como tratamiento único, y su mayor utilidad está en casos de pólipos de gran volumen, para reducir su tamaño y así permitir un procedimiento técnicamente más simple.
Conservador quirúrgico: Actualmente, dentro del manejo quirúrgico conservador, la histeroscopia quirúrgica es considerada el gold standard diagnóstico y terapéutico en enfermedades benignas de cavidad endometrial, incluidas el pólipo endometrial. Por esa razón, la polipectomía por histeroscopia como técnica operatoria pudiera tener su mayor eficacia en mujeres sintomáticas o en aquellas con factores de riesgo de transformación cancerosa. Entre los riesgos están la menopausia, pólipos que miden más de 1.5cm, hemorragia anormal y uso de tamoxifeno. Por medio de histeroscopia es posible extraer el pólipo y lograr su ablación o fragmentación electroquirúrgica.

## Pronóstico
Los pólipos endometriales presentan escasa tendencia a sufrir transformación maligna o premaligna, entre el 0.5% y el 1%. Se han sugerido ciertos criterios o características clínicas que se asocian a malignidad, las pacientes premenopaúsicas asintomáticas y con pólipos menores a 1.5cm pueden ser sometidas a observación. La edad, la menopausia y la hipertensión se asocian a malignidad. Cuando se trata de pacientes con pólipos que toman tamoxifeno la prevalencia de hiperplasia y adenocarcinoma es mayor.